# Никта (месец)
Никта (претходна ознака S/2005 P2) је Плутонов природни сателит, откривен 15. јуна 2005. године. Откривен је на фотографијама које је снимио свемирски телескоп Хабл, заједно са још једним месецом – Хидром. Тако се број природних сателита око Плутона увећао на пет. За сада је познато врло мало о овом небеском телу, али ће се далеко већи увид стећи када у јулу 2015. поред њега пролети сонда агенције НАСА – Нови хоризонти. Месец је назван по Никти (Њукти), примордијалној богињи ноћи у грчкој митологији.

## Карактеристике
Његова величина није тачно измерена, али претпоставља се да има пречник између 23 и 68 километара. Тачан пречник биће утврђен на основу снимака које ће средином јула 2015. прикупити сонда Нови хоризонти.

## Орбита
Његов орбитални период износи 24,9 дана. Никта се окреће горе и доле око своје оси, што значи како се северни и јужни пол понекад замене за места.